# Edenburg
Edenburg este un oraș din Provincia Free State, Africa de Sud.